# 李梅琴
李梅琴（1962年—），台灣足球員，司職守門員，中華女足成員，多次代表中華隊出戰國際賽，曾於1980年、1981年隨隊贏得第三屆及第四屆亞洲杯女子足球賽，並於第三屆入選亞洲女子足球明星球員。

## 球員經歷
1978年時僅經過一年守門訓練的李梅琴，作為宜寧中學的一員贏得了世界女子足球邀請賽亞軍，並赴芬蘭、瑞典比賽且獲得赫爾辛基盃與戈夏盃國際分齡足賽亞軍及季軍。1979年，隨宜寧隊贏得中正杯冠軍。1980年，入選中華隊並先後贏得第三屆亞洲杯女子足球賽及洛杉磯國際邀請賽冠軍，同一年暑假後她保送入讀國立臺灣師範大學。
1981年1月，代表中華隊贏得第四屆亞洲杯女子足球賽，且獲選亞洲女子足球明星球員，10月世界女子足球邀請賽獲得第三名，11月則代表師大隊獲得全國中正杯足球賽亞軍。1982年，代表中華隊贏夏威夷皇冠杯國際女子足球錦標賽冠軍。1984年，獲得世界女子足球邀請賽亞軍。1986年，隨轉籍至大洋洲區的中華隊贏得大洋洲杯女子足球賽冠軍。1987年，代表中華隊且首度贏得世界女子足球邀請賽冠軍。1989年，與轉回亞洲區的中華隊獲得第七屆亞洲杯女子足球賽亞軍。1990年代表中華隊出賽第十一屆亞洲運動會，隨後退役。
1994年，年已32歲的李梅琴在中華民國足球協會邀請下復出且參賽第十二屆亞洲運動會，並隨隊獲得銅牌。1995年，代表醒吾商專出賽第六屆金車女足聯賽，但因出擊失誤，致使醒吾於最後第二輪無緣爭奪前二名，最終獲得第三名。

## 個人生活

### 情感
李梅琴曾與演員游天龍交往。

### 工作
李梅琴從師大畢業後，擁有教師資格，也曾於私立學校擔任教職，然而因國家隊集訓時間與教職衝突，導致她失業，她稱「人生都被國家搞亂了」。